# Avelar Brandão Vilela
Avelar Brandão Vilela, brazilski rimskokatoliški duhovnik, škof in kardinal, * 13. junij 1912, Viçosa, Brazilija, † 19. december 1986, Salvador da Bahia, Brazilija.

## Življenjepis
27. oktobra 1935 je prejel škofovsko posvečenje.
13. junija 1946 je bil imenovan za škofa Petroline in 27. oktobra istega leta je prejel škofovsko posvečenje.
5. novembra 1955 je postal nadškof Teresine in 25. marca 1971 nadškofa São Salvadorja da Bahia.
V letih 1962−1965 je sodeloval na drugem vatikanskem koncilu.
5. marca 1973 je bil povzdignjen v kardinala in imenovan za kardinal-duhovnika Ss. Bonifacio ed Alessio.
Avgusta 1978 je sodeloval na konklavah ob izvolitvi Janeza Pavla I. za novega papeža, že oktobra pa na konklavah ob izvolitvi Janeza Pavla II. za papeža.